# MP3 CD
MP3 CD（エムピースリーシーディー）とは、MP3形式のデータが記録されたコンパクトディスク (CD) の、SonicStageによる呼称。

## 概要
一般的な音楽CD (CD-DA) がLPCMで記録されるのに対し、MP3による音声圧縮を行った状態で記録が行われる。
MP3は非可逆圧縮形式である為、音楽CDよりも音質は低下するものの、長時間の記録が可能である。ビットレートにより収録時間は変わる。
MP3の再生に対応した音楽CDプレイヤー上でのみ再生が可能である。